# Suzanne Duchamp

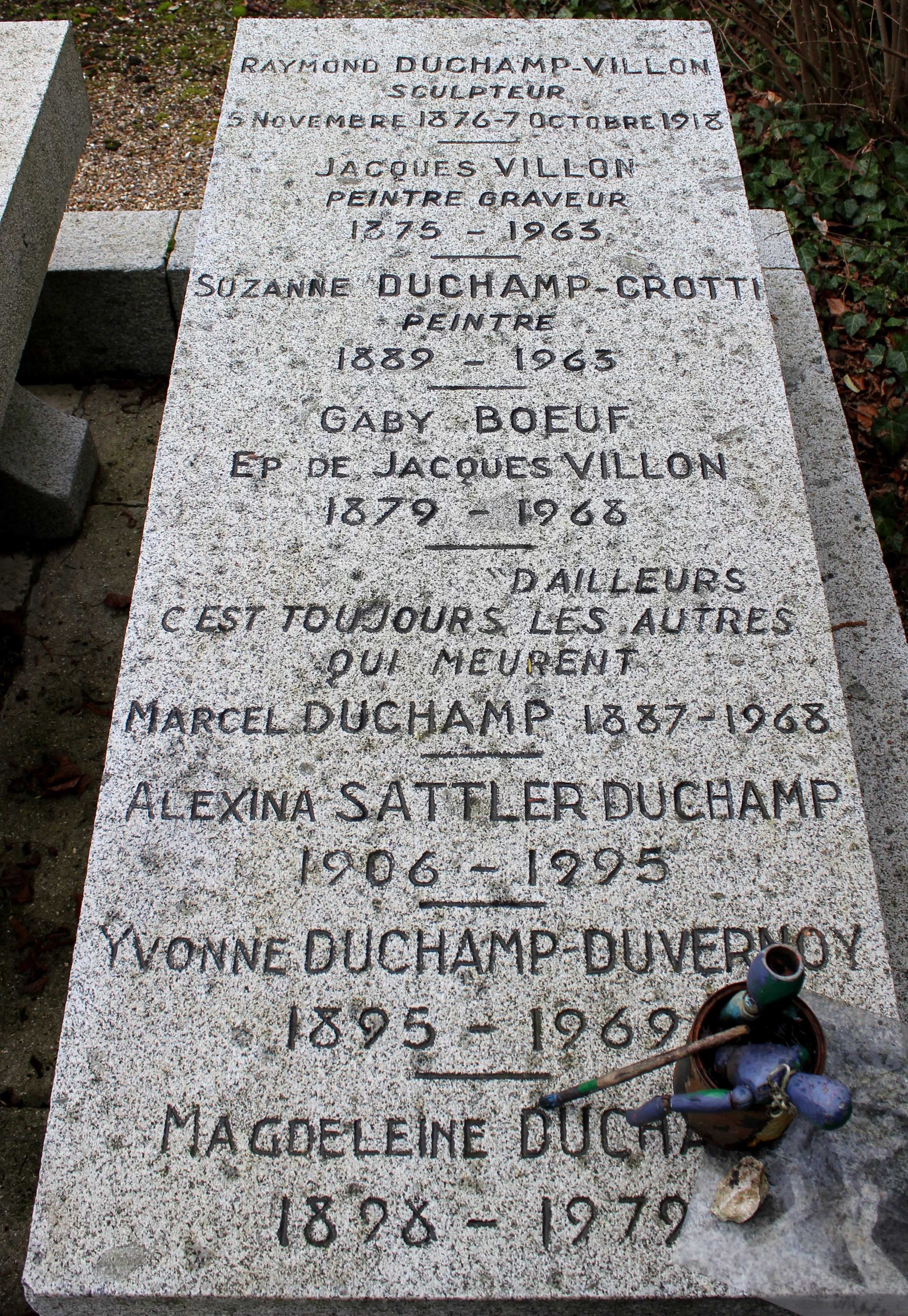
Sepultura de la familia Duchamp

Suzanne Duchamp (20 de octubre de 1889 en Blainville-Crevon, 11 de septiembre de 1963 en Neuilly-sur-Seine, París) fue una pintora francesa. Suzanne creció rodeada por un entorno excepcionalmente creativo, pues fue hermana de Marcel Duchamp, Raymond Duchamp-Villon y Jacques Villon. Más adelante se casó con Jean Crotti. 

## Trayectoria
Empezó sus estudios de Arte en la École des Beaux-Arts de su Ruan nativo cuando tenía 16 años. Sus primeras obras reflejan la influencia del impresionismo y el cubismo. A los 21 años de edad se casó con un farmacéutico, pero se divorció poco después y se trasladó al barrio de Montparnasse en París, para estar cerca de su hermano Marcel y continuar su carrera artística.
En aquella época era difícil para las pintoras que se las valorase. Sin embargo, a causa del ascendiente de sus hermanos, que iban ganando respeto en la comunidad artística a la edad de 22 expuso en el Salon des Indépendants de París.
En la Primera Guerra Mundial sirvió como enfermera y se apartó del arte hasta 1916, cuando Jean Crotti volvió a París trayendo noticias de su hermano Marcel y del arte que se hacía en Nueva York. Tras la guerra, empezó a producir obras dadaístas.
Su Multiplication brisée et rétablie, de 1919, es un ejemplo de su pintura dadaísta. Ese mismo año se casó con Jean Crotti, sobre el que ejerció una gran influencia. Marcel le envió como regalo de boda instrucciones para construir un ready-made, que comportaban colgar un libro de geometría y dejar que el viento y la lluvia lo fueran estropeando.
En 1920 Suzanne expuso varias de sus obras en el Salon des Indépendants junto a las de Francis Picabia y Crotti.
La coleccionista y curadora Katherine Dreier, la incluyó en una serie de exposiciones estadounidenses en las décadas de 1920 y 1930.
Su trabajo abarcó desde la abstracción hasta la figuración, desde la pintura hasta el dibujo y desde la poesía hasta el collage. Investigó siempre en su obra el potencial de la pintura.
Murió en Neuilly-sur-Seine (Seine-Saint-Denis), Francia, en 1963.
En 1967, en Ruan, su hermano Marcel contribuyó a organizar una exposición llamada Les Duchamp: Jacques Villon, Raymond Duchamp-Villon, Marcel Duchamp, Suzanne Duchamp. Parte de esta exposición se expuso más tarde en el Musée National d'Art Moderne de París.